# بوق عاج

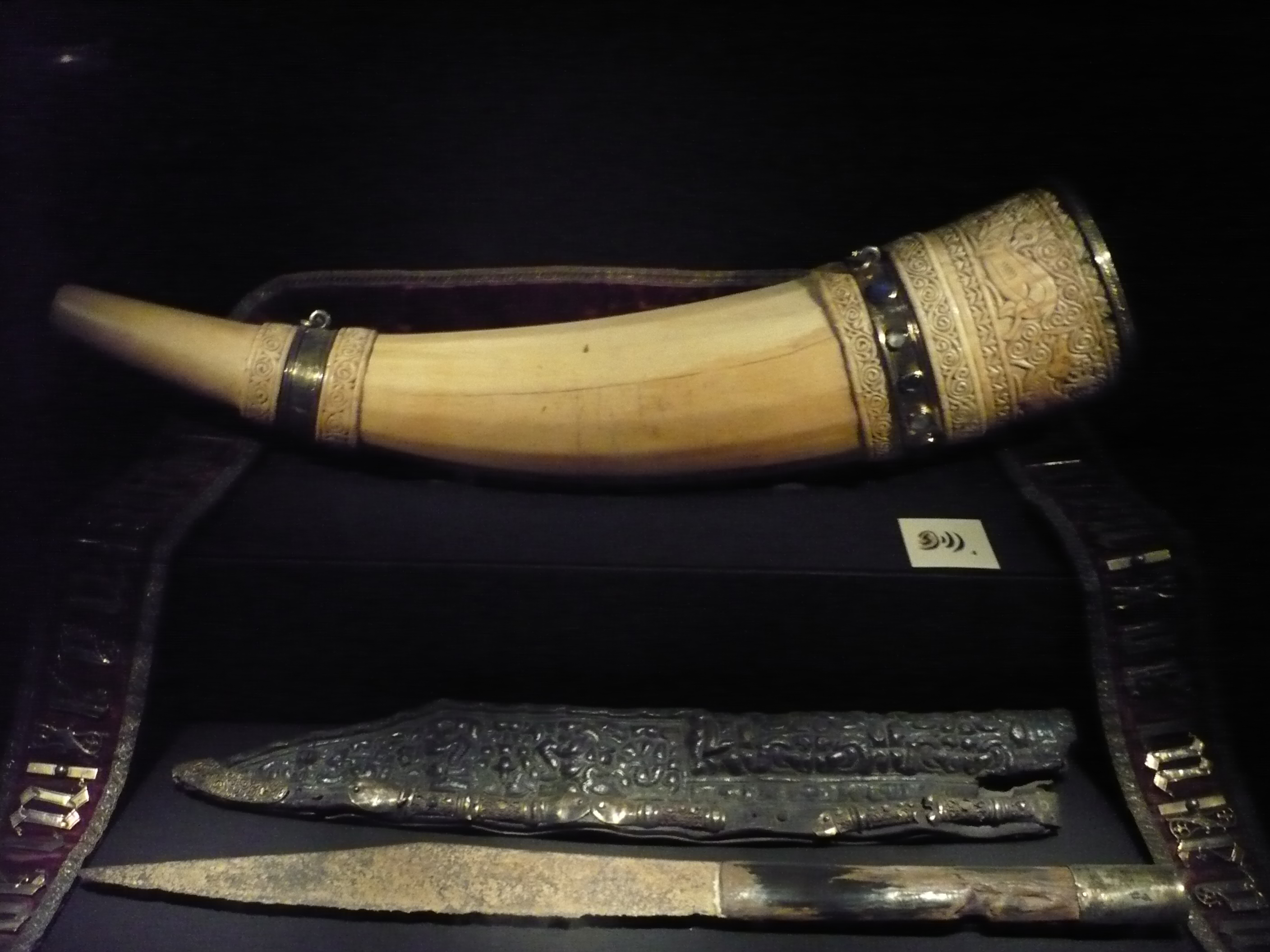
یک بوق عاج از گنجینهٔ کلیسای جامع آخن آلمان.

بوق عاج (به انگلیسی: Olifant) گونه‌ای بوق کوچک شیپوری بود که از عاج فیل ساخته می‌شد و در سده‌های میانه در اروپا استفاده می‌شد.
از نامورترین بوق‌های عاج در داستان‌های کهن اروپایی بوق عاج رولاند، قهرمان داستان فرانسوی سرود رولاند است. رولاند به خاطر تعصب پهلوانی‌اش از دمیدن در بوق عاج خود برای یاری خواستن از شاه شارلمانی خودداری می‌کند و همین امر باعث کشته شدن خود او و سپاهیانش در نبرد با دشمن می‌شود.
نسخهٔ نروژی داستان رولاند به نام «داستان شارلمانی» (به نروژی: Karlamagnussaga) می‌نویسد که بوق عاج رولاند از شاخ یک تک‌شاخ که در هندوستان شکار شده‌بود ساخته شده‌بود.
دیگر بوق عاج معروف متعلق به گاستون پنجم وایکنت بئارن بود که امروزه نیز به‌جا مانده و در شهر ساراگوسا اسپانیا یعنی همان شهری که گاستون از دست مسلمانان درآورد نگهداری می‌شود.